# خلیل‌آباد، پاکستان
خلیل‌آباد (به انگلیسی: Khalilabad) یک منطقهٔ مسکونی در پاکستان است که در ایالت سند واقع شده‌است. خلیل‌آباد ۹ متر بالاتر از سطح دریا واقع شده‌است.